# بوينغ 747-400 إل سي إف
بوينغ 747 إل سي إف (بالإنجليزية: Boeing 747 Large Cargo Freighter)‏ وتسمى ب ناقلة الأحلام (Dreamlifter) وهي نسخة معدلة من البوينغ 747-400 وتستخدم بشكل خاص لنقل قطع غيار الطائرات لمصنع بوينغ من الموزعين حول العالم.

## التطوير
اعلنت البوينغ بتاريخ 13 أكتوبر 2003 أنه بسبب طول الفترة المطلوبة لنقل قطع لطائراتها B 787 عن طريق البحر. فإنها قررت نقل القطع جوا وذلك بتحويل 3 من طائرات 747-400 إلى شكل مضخم خارجيا وذلك كخط جوي لعمليات التجميع الفرعي من اليابان وإيطاليا ل () ومن ثم إلى تشارلستون بكارولاينا الجنوبية ومن ثم ايفيريت بولاية واشنطن للتجميع النهائي. ناقلة الشحن الضخمة لها هيكل مضخم مشابه للطائرات آيرو سبيسلاينز سوبر جابى والبولقا وهما طائرتي شحن مخصصتين لنقل الأجنحة وهياكل الطائرة وبإمكانها أخذ حيز أكثر ب 3 مرات حمولة بوينغ 747-400الشحن.
جزء من تصميم تلك الطائرة تم في مكتب موسكو وشركة روكت داين (Rocketdyne) وعمل ذيل متحرك بمشاركة شركة كاميسا (Gamesa) الإسبانية. عمل التعديل تم بتايوان بواسطة مجموعة ايفر جرين لتقنية الطيران (Evergreen Aviation Technologies Corporation) وشاركها بالمشروع شركتي إيفا للطيران وجنرال إلكتريك. وقد تم الحصول على الطائرة الرابعة وهي بوينغ 747-400 مستعملة من شركة طيران الصين،، واثنتان اخذتهما سابقا من شركة الخطوط الجوية الصينية، وواحدة من الخطوط الجوية الماليزية. أرقام التسجيل هي: (N747BC تسلسل 25879) و (N780BA تسلسل 24310) و (N249BA تسلسل 24309) و (N718BA تسلسل 27042).

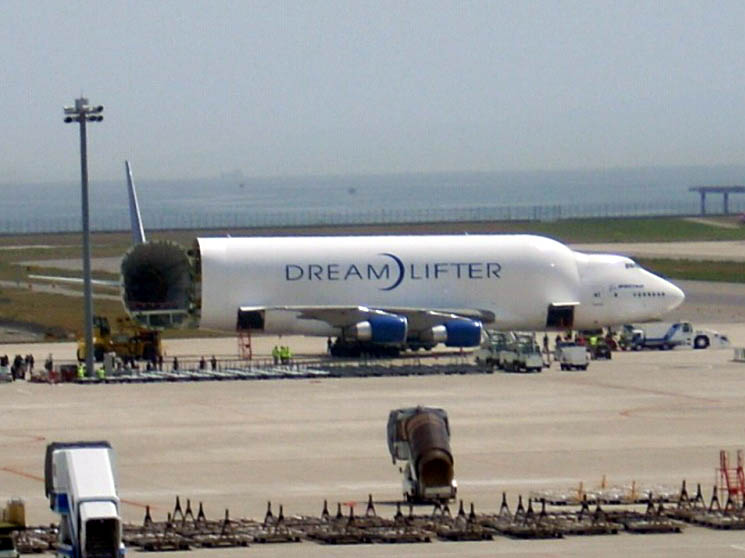
بوينغ 747 LCF ويبدو أن مدخل منطقة الذيل الذي يؤدي للداخل مفتوح

شراء طائرات مستعملة وتحويلها أوفر اقتصاديا للبوينغ من إنشاء طائرات جدد. وبما أن LCF مخصصة فقط للبوينغ وأنها ليست نسخة من إنتاجها، لذلك فإنها لن تبيعها لأي زبون أو شركة طيران. والسبب الآخر لرغبة التعديل لطائرات مستعملة على بناء طائرات جديدة هو تقليل الطيران التجريبي والفحص الذي تفرضه وكالة الطيران الفدرالية على الطائرات الجديدة والتي قد تواجه سنوات طويلة من الفحص والتدقيق الذي تفرضه الهيئة للطائرات الجديدة كالبوينغ 747-8.
تم بتاريخ يونيو 2006 الإعلان عن اكتمال سيارة نقل شحن الخاصة بالطائرات والتي ستستخدم لنقل قطع الB 787 إلى داخل ال747 LCF وتم صنعها بفريق كندي في شيربروك - كيبيك بكندا وتعتبر الأطول بالعالم حيث تصل 118 قدم وواحد انش.
وفي ديسمبر 2006 أعلنت البوينغ بأن LCF ستسمى باسم ناقلة الأحلام Dreamlifter نسبة إلى لقب 787 طائرة الأحلام Dreamliner وكشفت عن الشعار وهو مشابه لشعار 787.

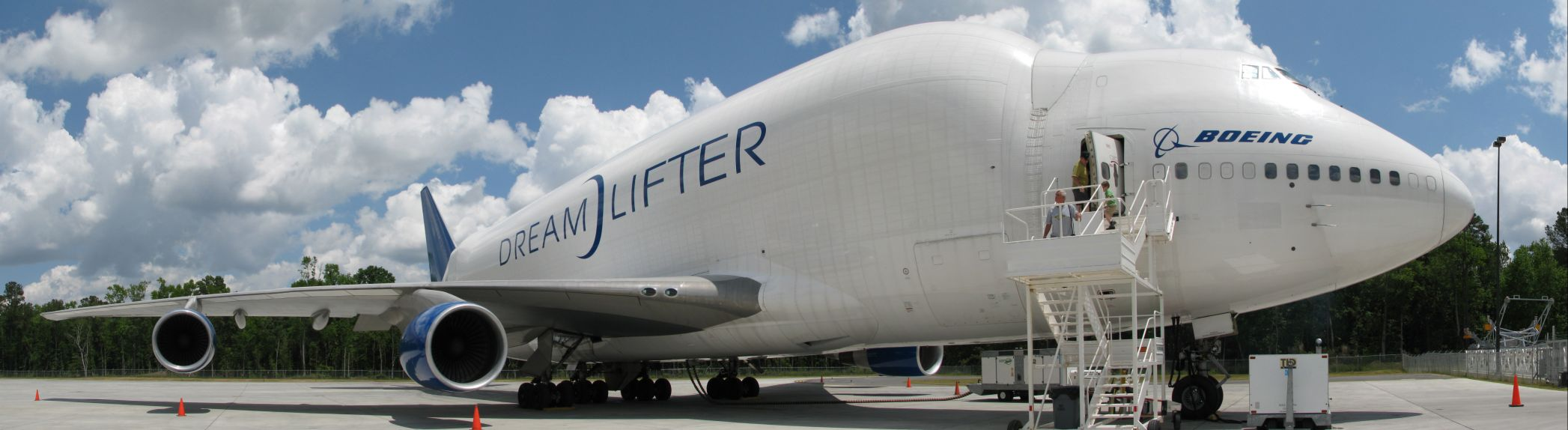
مشهد جانبي للطائرة

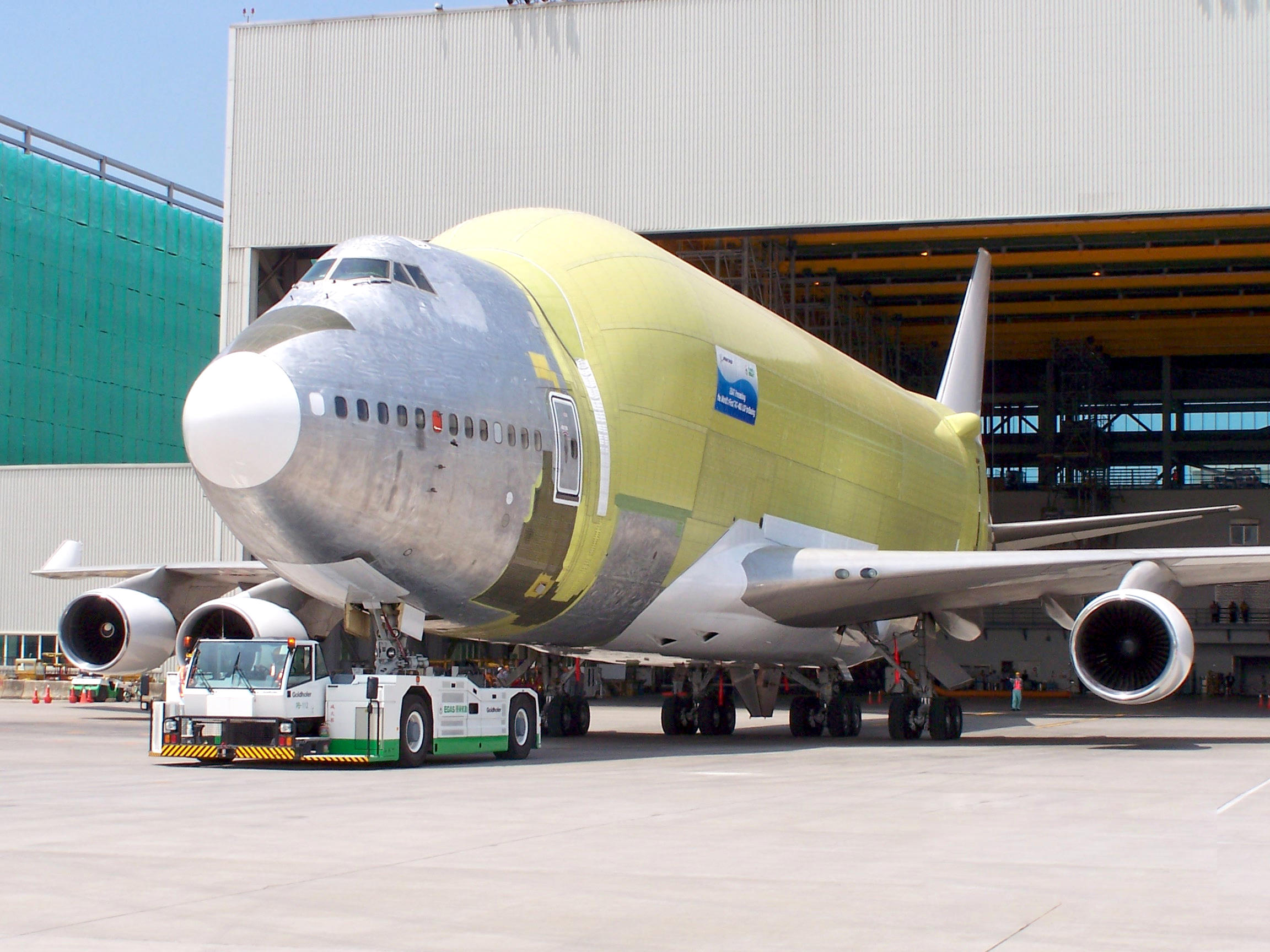
الطائرة المعدلة الأولى وقد واجهت انتقادات وتعليقات بسبب الصبغ والشكل المنتفخ الغريب, وقد تمت غير مصبوغة لفترة طويلة

كان من المفروض أن يكون التصديق جاهزا أوائل 2007 إلا إنه أرجأ حتى يونيو 2007. حيث تم إزالة طرف الجناح بعد حدوث زيادة بالاهتزاز وهناك خصائص المناولة الأخرى التي لها الأولوية للتعديل قبل التصديق النهائي. خلال برنامج الفحص نقلت LCF بعض قطع البوينغ 787 الرئيسية من مواقع الفرقاء المشاركين حول العالم إلى افيريت بواشنطن للتجميع النهائي. وقد تم إعطاء التصديق النهائي في 2 يونيو 2007 من وكالة الطيران الفيدرالية. وقد انهت 437 ساعة فحص طيران و639 ساعة فحص أرضي منذ أول طيران في 9 سبتمبر 2006.
ادخلت تلك الطائرة بمظهرها الغير اعتيادي في مسابقة مقارنات اوسكار ماير للآلات المتحركة الغريبة. مع طائرة الهيركليز. وبسبب شكلها الغريب والذي تفاقم بسبب الحاجة لفحص فوري ناتج عن تأخر عدم الصبغ لبعض مما حدا لرئيس البوينغ ليقدم الاعتذار مازحا لمصمم الجامبو جوي ساتر: نعتذر عما فعلنا بطائرتك.
وبما أن الطائرة الرابعة قد تم الحصول عليها في يونيو 2008، فإنها ستدخل الخدمة عام 2009 كباقي الثلاث الأخرى.

## سجل التشغيل
أول طائرة من (LCF) خرجت من حظيرة الطائرات في مطار تايوان الدولي كان بتاريخ 17 أغسطس 2006. وتم عملية فحص أول طيران بنجاح في 9 سبتمبر 2006 من نفس المطار. وفي 19 الشهر وصلت إلى مطار البوينغ الخاص في سياتل وبتسجيل (N747BC) لاستكمال برنامج فحص الطيران. فحص الذيل المتحرك تم اجراءه بمصنع بوينغ في إيفرت. أما الطائرة الثانية والمسجلة بترقيم (N780BA) فتم استهلال إجراء فحص الطيران في 16 فبراير 2007, وقد دخلتا الخدمة في 2007 للمساعدة لاستكمال التجميع النهائي للطائرة B 787. الطائرة الثالثة فقد بدأ عمل التعديلات عام 2007.
عملية نقل الأجنحة للطائرة 787 من اليابان كان يتطلب مدة زمنية تستغرق الشهر ولكنها اختصرت إلى فقط 8 ساعات لاغير بفضل الطائرة 747 LCF. وقد تم تشغيل تلك الطائرات بواسطة شركة ايفر جرين Evergreen International Airlines للشحن الجوي وهي شركة أمريكية مقرها في ميكمينفيل.
من الحوادث الطريفة التي تمت خلال فحص تلك الطائرات في نوفمبر 2006، اعترضت طائرة سيسنا صغيرة وكانت في رحلة تدريب آثار الهواء المضطرب الناتج من تلك الجامبو خلال طيرانها مما أدي بها بالدوران حول نفسها وهبوطها حوالي 1,000 قدم (300 م) قبل أن يتمكن المدرب بالسيطرة على الطائرة مرة أخرى على ارتفاع150 قدم (46 م).

## المواصفات
حجم مقصورة الشحن الرئيسية لطائرة 747 LCF تسع ل 65,000 أي 1,840 متر مكعب.
| النسخة                  | 747 LCF                             | 747-400 |
| ----------------------- | ----------------------------------- | --- |
| الطاقم الطائر           | اثنان                               | اثنان |
| الطول                   | 235 قدم 2 انش (71.68 متر)           | 231 قدم 10 انش (70.6 متر)                                                                                        |
| باع الجناح              | 211 قدم 5 انش (64.4 متر)            | 211 قدم 5 انش (64.4 متر)                                                                                         |
| ارتفاع                  | 70 قدم 8 انش (21.54 متر)            | 63 قدم 8 انش (19.4 متر)                                                                                          |
| عرض هيكل الطائرة        | 27 قدم 6 انش (8.38 م)               | 21 قدم 4 انش (6.50 م)                                                                                            |
| وزن التشغيل الخالي      | 180,530 كـغ (398,000 رطل)           | 179,015 كـغ (394,661 رطل)                                                                                        |
| وزن الأقصى عند الإقلاع  | 364,235 كـغ (803,001 رطل)           | 396,890 كـغ (874,990 رطل)                                                                                        |
| سرعة العبور             | 0.82 ماخ (474 عقدة، 878 كم/ساعة)    | 0.85 ماخ (491 عقدة، 910 كم/ساعة)                                                                                 |
| مدرج الإقلاع عند MTOW   | 9,199 قدم (2,804 م)                 | 9,902 قدم (3,018 م)                                                                                              |
| المدى بحمولة كاملة      | 4,200 ميل بحري (4,800 ميل/7,800 كم) | 7,260 ميل بحري (8,350 ميل/13,450 كم)                                                                             |
| السعة القصوى للوقود     | 52,609 جالون أمريكي (199,150 لتر)   | 57,285 جالون أمريكي (216,850 لتر)                                                                                |
| أنواع المحركات (x 4)    | برات آند ويتني بي دبليو 4062        | برات آند ويتني بي دبليو 4062 جي إي سي إف 6-80سي2بي5إف (CF6-80C2B5F) رولز رويس أر بي 211-524جي/اتش (RB211-524G/H) |
| دفع المحركات (لكل محرك) | 63,300 lbf (282 kN)                 | برات آند ويتني 63,300 lbf (282 kN) جي إي 62,100 lbf (276 kN) رولز رويس 59,500 lbf (265 kN)                       |

المصادر: مواصفات بوينغ 747-400. تقرير مطار بوينغ 747. صحيفة نشرة 747 LCF.